# Ébouleau

Ébouleau este o comună în departamentul Aisne din nordul Franței. În 1 ianuarie 2022 avea o populație de 173 de locuitori.